# Грендзіна
Грендзіна (пол. Grędzina) — село в Польщі, у гміні Єльч-Лясковиці Олавського повіту Нижньосілезького воєводства.
Населення — 307 осіб (2011).
У 1975-1998 роках село належало до Вроцлавського воєводства.

## Демографія
Демографічна структура станом на 31 березня 2011 року:
|          | Загалом | Допрацездатний вік | Працездатний вік | Постпрацездатний вік |
| -------- | ------- | ------------------ | ---------------- | -------------------- |
| Чоловіки | 142     | 29                 | 99               | 14                   |
| Жінки    | 165     | 41                 | 90               | 34                   |
| Разом    | 307     | 70                 | 189              | 48                   |